# Dáfni (ort i Grekland, Grekiska fastlandet)
Dáfni är en ort i Grekland.   Den ligger i prefekturen Nomós Evrytanías och regionen Grekiska fastlandet, i den centrala delen av landet, 210 km nordväst om huvudstaden Aten. Dáfni ligger 564 meter över havet och antalet invånare är 302.
Terrängen runt Dáfni är kuperad åt nordväst, men åt sydost är den bergig. Dáfni ligger nere i en dal. Runt Dáfni är det ganska glesbefolkat, med 35 invånare per kvadratkilometer. Närmaste större samhälle är Karpenísi, 13,4 km söder om Dáfni. I omgivningarna runt Dáfni växer i huvudsak blandskog.